# 優しい風
「優しい風」（やさしいかぜ）は、2000年10月25日に発売された松たか子の11枚目のシングル。発売元はポリドール・レコード。

## 収録曲
編曲:星勝
1. 優しい風 
  - 作詞・作曲:松たか子
  - 資生堂「WHITIA」CMソング
2. a bird
  - 作詞:坂元裕二　作曲:川村結花
3. 優しい風 original karaoke
4. a bird original karaoke

## 収録アルバム
優しい風
- a piece of life
- Five years 〜singles
- MATSU TAKAKO SINGLE COLLECTION 1999-2005
- footsteps -10th anniversary Complete Best-

a bird
- a piece of life